# Conocephalus hastatus
Conocephalus hastatus är en insektsart som först beskrevs av Toussaint de Charpentier 1825.  Conocephalus hastatus ingår i släktet Conocephalus och familjen vårtbitare.

## Underarter
Arten delas in i följande underarter:
- C. h. hastatus
- C. h. bodenheimeri